# Edgar megye
Edgar megye az Amerikai Egyesült Államokban, azon belül Illinois államban található. Megyeszékhelye és legnagyobb városa Paris. Lakosainak száma 16 866 fő (2020. április 1.). Edgar megye Vermilion, Clark, Vigo, Champaign, Coles, Douglas és Vermillion megyékkel határos.

## Népesség
A megye népességének változása:
| Lakosok száma | 18 505 | 18 403 | 18 160 | 17 960 | 17 664 | 16 866 |
|               | 2010   | 2011   | 2012   | 2013   | 2015   | 2020   |